# Copa Heineken 2002–03
A Copa Heineken 2002-03 foi a 8ª edição do evento e foi vencida pelo Stade Toulousain de Toulouse.

## Times
| Grupo 1                                                    | Grupo 2                                                        | Grupo 3                                                      | Grupo 4                                                      | Grupo 5                                                           | Grupo 6                                                                |
| ---------------------------------------------------------- | -------------------------------------------------------------- | ------------------------------------------------------------ | ------------------------------------------------------------ | ----------------------------------------------------------------- | ---------------------------------------------------------------------- |
| - Béziers - Leicester Tigers - Neath RFC - Rugby Calvisano | - Gloucester Rugby - Munster Rugby - Rugby Viadana - Perpignan | - Bourgoin - Glasgow Rugby - Llanelli Scarlets - Sale Sharks | - Montferrand - Bristol Rugby - Leinster Rugby - Swansea RFC | - Edinburgh Rugby - London Irish - Newport RFC - Stade Toulousain | - Biarritz Olympique - Cardiff RFC - Northampton Saints - Ulster Rugby |

## Primeira fase

### Grupo 1
| 11 outubro, 2002 |         |                  |           |
| Neath RFC        | 16 - 16 | Leicester Tigers | The Gnoll |
|                  |         |                  | The Gnoll |

| 12 outubro, 2002 |         |         |                             |
| Rugby Calvisano  | 16 - 32 | Béziers | Centro Sportivo San Michele |
|                  |         |         | Centro Sportivo San Michele |

| 19 outubro, 2002 |        |                 |              |
| Leicester Tigers | 63 - 0 | Rugby Calvisano | Welford Road |
|                  |        |                 | Welford Road |

| 19 outubro, 2002 |         |           |                          |
| Béziers          | 21 - 16 | Neath RFC | Stade de la Méditerranée |
|                  |         |           | Stade de la Méditerranée |

| 7 dezembro, 2002 |         |           |                             |
| Rugby Calvisano  | 38 - 29 | Neath RFC | Centro Sportivo San Michele |
|                  |         |           | Centro Sportivo San Michele |

| 8 dezembro, 2002 |         |                  |                          |
| Béziers          | 12 - 24 | Leicester Tigers | Stade de la Méditerranée |
|                  |         |                  | Stade de la Méditerranée |

| 14 dezembro, 2002 |         |                 |           |
| Neath RFC         | 56 - 10 | Rugby Calvisano | The Gnoll |
|                   |         |                 | The Gnoll |

| 14 dezembro, 2002 |         |         |              |
| Leicester Tigers  | 53 - 10 | Béziers | Welford Road |
|                   |         |         | Welford Road |

| 11 janeiro, 2003 |         |                  |                             |
| Rugby Calvisano  | 22 - 40 | Leicester Tigers | Centro Sportivo San Michele |
|                  |         |                  | Centro Sportivo San Michele |

| 13 janeiro, 2003 |         |         |           |
| Neath RFC        | 23 - 18 | Béziers | The Gnoll |
|                  |         |         | The Gnoll |

| 18 janeiro, 2003 |         |           |              |
| Leicester Tigers | 36 - 11 | Neath RFC | Welford Road |
|                  |         |           | Welford Road |

| 18 janeiro, 2003 |         |                 |                          |
| Béziers          | 16 - 19 | Rugby Calvisano | Stade de la Méditerranée |
|                  |         |                 | Stade de la Méditerranée |

Classificação
| Time             | J | V | E | D | T+ | T- | T+/- | P+  | P-  | P+/- | Pts |
| ---------------- | - | - | - | - | -- | -- | ---- | --- | --- | ---- | --- |
| Leicester Tigers | 6 | 5 | 1 | 0 | 31 | 6  | 25   | 232 | 71  | 161  | 11  |
| Neath RFC        | 6 | 2 | 1 | 3 | 18 | 12 | 6    | 151 | 139 | 12   | 5   |
| Rugby Calvisano  | 6 | 2 | 0 | 4 | 10 | 34 | −24  | 105 | 236 | −131 | 4   |
| Béziers          | 6 | 2 | 0 | 4 | 8  | 15 | −7   | 109 | 151 | −42  | 4   |

### Grupo 2
| 12 outubro, 2002 |         |               |           |
| Gloucester Rugby | 35 - 16 | Munster Rugby | Kingsholm |
|                  |         |               | Kingsholm |

| 12 outubro, 2002 |         |               |                  |
| Perpignan        | 46 - 27 | Rugby Viadana | Stade Aimé Giral |
|                  |         |               | Stade Aimé Giral |

| 18 outubro, 2002 |         |                  |                         |
| Rugby Viadana    | 28 - 80 | Gloucester Rugby | Stadio Luigi Zaffanella |
|                  |         |                  | Stadio Luigi Zaffanella |

| 19 outubro, 2002 |         |           |              |
| Munster Rugby    | 30 - 21 | Perpignan | Thomond Park |
|                  |         |           | Thomond Park |

| 6 dezembro, 2002 |        |               |               |
| Munster Rugby    | 64 - 0 | Rugby Viadana | Musgrave Park |
|                  |        |               | Musgrave Park |

| 8 dezembro, 2002 |         |           |           |
| Gloucester Rugby | 33 - 16 | Perpignan | Kingsholm |
|                  |         |           | Kingsholm |

| 14 dezembro, 2002 |         |                  |                  |
| Perpignan         | 31 - 23 | Gloucester Rugby | Stade Aimé Giral |
|                   |         |                  | Stade Aimé Giral |

| 14 dezembro, 2002 |         |               |                         |
| Rugby Viadana     | 22 - 55 | Munster Rugby | Stadio Luigi Zaffanella |
|                   |         |               | Stadio Luigi Zaffanella |

| 11 janeiro, 2003 |         |               |           |
| Gloucester Rugby | 64 - 16 | Rugby Viadana | Kingsholm |
|                  |         |               | Kingsholm |

| 11 janeiro, 2003 |        |               |                  |
| Perpignan        | 23 - 8 | Munster Rugby | Stade Aimé Giral |
|                  |        |               | Stade Aimé Giral |

| 18 janeiro, 2003 |        |                  |              |
| Munster Rugby    | 33 - 6 | Gloucester Rugby | Thomond Park |
|                  |        |                  | Thomond Park |

| 18 janeiro, 2003 |         |           |                         |
| Rugby Viadana    | 35 - 39 | Perpignan | Stadio Luigi Zaffanella |
|                  |         |           | Stadio Luigi Zaffanella |

Classificação
| Time             | J | V | E | D | T+ | T- | T+/- | P+  | P-  | P+/- | Pts |
| ---------------- | - | - | - | - | -- | -- | ---- | --- | --- | ---- | --- |
| Perpignan        | 6 | 4 | 0 | 2 | 23 | 16 | 7    | 176 | 156 | 20   | 8   |
| Munster Rugby    | 6 | 4 | 0 | 2 | 27 | 14 | 13   | 206 | 107 | 99   | 8   |
| Gloucester Rugby | 6 | 4 | 0 | 2 | 31 | 14 | 17   | 241 | 140 | 101  | 8   |
| Rugby Viadana    | 6 | 0 | 0 | 6 | 15 | 52 | −37  | 128 | 348 | −220 | 0   |

### Grupo 3
| 11 outubro, 2002 |         |          |              |
| Sale Sharks      | 18 - 24 | Bourgoin | Heywood Road |
|                  |         |          | Heywood Road |

| 12 outubro, 2002  |         |               |              |
| Llanelli Scarlets | 45 - 15 | Glasgow Rugby | Stradey Park |
|                   |         |               | Stradey Park |

| 18 outubro, 2002 |         |                   |                    |
| Bourgoin         | 54 - 38 | Llanelli Scarlets | Stade Pierre Rajon |
|                  |         |                   | Stade Pierre Rajon |

| 18 outubro, 2002 |         |             |           |
| Glasgow Rugby    | 26 - 14 | Sale Sharks | Hughenden |
|                  |         |             | Hughenden |

| 6 dezembro, 2002 |         |                   |              |
| Sale Sharks      | 19 - 30 | Llanelli Scarlets | Heywood Road |
|                  |         |                   | Heywood Road |

| 8 dezembro, 2002 |         |               |                    |
| Bourgoin         | 35 - 21 | Glasgow Rugby | Stade Pierre Rajon |
|                  |         |               | Stade Pierre Rajon |

| 13 dezembro, 2002 |         |          |           |
| Glasgow Rugby     | 13 - 12 | Bourgoin | Hughenden |
|                   |         |          | Hughenden |

| 13 dezembro, 2002 |         |             |              |
| Llanelli Scarlets | 17 - 12 | Sale Sharks | Stradey Park |
|                   |         |             | Stradey Park |

| 10 janeiro, 2003  |         |          |              |
| Llanelli Scarlets | 37 - 22 | Bourgoin | Stradey Park |
|                   |         |          | Stradey Park |

| 10 janeiro, 2003 |        |               |              |
| Sale Sharks      | 45 - 3 | Glasgow Rugby | Heywood Road |
|                  |        |               | Heywood Road |

| 17 janeiro, 2003 |        |                   |           |
| Glasgow Rugby    | 8 - 34 | Llanelli Scarlets | Hughenden |
|                  |        |                   | Hughenden |

| 18 janeiro, 2003 |         |             |                    |
| Bourgoin         | 43 - 15 | Sale Sharks | Stade Pierre Rajon |
|                  |         |             | Stade Pierre Rajon |

Classificação
| Time              | J | V | E | D | T+ | T- | T+/- | P+  | P-  | P+/- | Pts |
| ----------------- | - | - | - | - | -- | -- | ---- | --- | --- | ---- | --- |
| Llanelli Scarlets | 6 | 5 | 0 | 1 | 22 | 16 | 6    | 201 | 130 | 71   | 10  |
| Bourgoin          | 6 | 4 | 0 | 2 | 21 | 14 | 7    | 190 | 142 | 48   | 8   |
| Glasgow Rugby     | 6 | 2 | 0 | 4 | 9  | 23 | −14  | 86  | 185 | −99  | 4   |
| Sale Sharks       | 6 | 1 | 0 | 5 | 16 | 15 | 1    | 123 | 143 | −20  | 2   |

### Grupo 4
| 10 janeiro, 2003 |         |             |            |
| Leinster Rugby   | 48 - 19 | Swansea RFC | Donnybrook |
|                  |         |             | Donnybrook |

| 11 outubro, 2002 |         |               |            |
| Leinster Rugby   | 29 - 23 | Bristol Rugby | Donnybrook |
|                  |         |               | Donnybrook |

| 12 janeiro, 2003 |         |               |                       |
| Montferrand      | 22 - 30 | Bristol Rugby | Stade Marcel Michelin |
|                  |         |               | Stade Marcel Michelin |

| 12 outubro, 2002 |         |             |                       |
| Montferrand      | 47 - 12 | Swansea RFC | Stade Marcel Michelin |
|                  |         |             | Stade Marcel Michelin |

| 13 dezembro, 2002 |        |             |            |
| Leinster Rugby    | 12 - 9 | Montferrand | Donnybrook |
|                   |        |             | Donnybrook |

| 15 dezembro, 2002 |         |             |                 |
| Bristol Rugby     | 41 - 23 | Swansea RFC | Memorial Ground |
|                   |         |             | Memorial Ground |

| 18 janeiro, 2003 |         |             |            |
| Swansea RFC      | 19 - 24 | Montferrand | St Helen's |
|                  |         |             | St Helen's |

| 19 janeiro, 2003 |         |                |                 |
| Bristol Rugby    | 12 - 25 | Leinster Rugby | Memorial Ground |
|                  |         |                | Memorial Ground |

| 19 outubro, 2002 |         |             |                 |
| Bristol Rugby    | 24 - 19 | Montferrand | Memorial Ground |
|                  |         |             | Memorial Ground |

| 19 outubro, 2002 |         |                |            |
| Swansea RFC      | 10 - 51 | Leinster Rugby | St Helen's |
|                  |         |                | St Helen's |

| 7 dezembro, 2002 |         |               |            |
| Swansea RFC      | 26 - 19 | Bristol Rugby | St Helen's |
|                  |         |               | St Helen's |

| 7 dezembro, 2002 |         |                |                       |
| Montferrand      | 20 - 23 | Leinster Rugby | Stade Marcel Michelin |
|                  |         |                | Stade Marcel Michelin |

Classificação
| Time           | J | V | E | D | T+ | T- | T+/- | P+  | P-  | P+/- | Pts |
| -------------- | - | - | - | - | -- | -- | ---- | --- | --- | ---- | --- |
| Leinster Rugby | 6 | 6 | 0 | 0 | 22 | 7  | 15   | 188 | 93  | 95   | 12  |
| Bristol Rugby  | 6 | 3 | 0 | 3 | 15 | 17 | −2   | 149 | 144 | 5    | 6   |
| Montferrand    | 6 | 2 | 0 | 4 | 15 | 8  | 7    | 141 | 120 | 21   | 4   |
| Swansea RFC    | 6 | 1 | 0 | 5 | 8  | 28 | −20  | 109 | 230 | −121 | 2   |

### Grupo 5
| 12 outubro, 2002 |         |              |                     |
| Stade Toulousain | 28 - 23 | London Irish | Stade Ernest Wallon |
|                  |         |              | Stade Ernest Wallon |

| 20 outubro, 2002 |        |                 |                  |
| London Irish     | 24 - 8 | Edinburgh Rugby | Madejski Stadium |
|                  |        |                 | Madejski Stadium |

| 10 janeiro, 2003 |         |              |                    |
| Edinburgh Rugby  | 32 - 25 | London Irish | Meadowbank Stadium |
|                  |         |              | Meadowbank Stadium |

| 11 janeiro, 2003 |         |             |                     |
| Stade Toulousain | 70 - 18 | Newport RFC | Stade Ernest Wallon |
|                  |         |             | Stade Ernest Wallon |

| 18 janeiro, 2003 |         |                 |               |
| Newport RFC      | 42 - 32 | Edinburgh Rugby | Rodney Parade |
|                  |         |                 | Rodney Parade |

| 19 janeiro, 2003 |         |                  |                  |
| London Irish     | 32 - 29 | Stade Toulousain | Madejski Stadium |
|                  |         |                  | Madejski Stadium |

| 6 dezembro, 2002 |        |                  |                    |
| Edinburgh Rugby  | 9 - 30 | Stade Toulousain | Meadowbank Stadium |
|                  |        |                  | Meadowbank Stadium |

| 7 dezembro, 2002 |         |              |               |
| Newport RFC      | 16 - 12 | London Irish | Rodney Parade |
|                  |         |              | Rodney Parade |

| 11 outubro, 2002 |         |             |                    |
| Edinburgh Rugby  | 27 - 17 | Newport RFC | Meadowbank Stadium |
|                  |         |             | Meadowbank Stadium |

| 18 outubro, 2002 |         |                  |               |
| Newport RFC      | 19 - 34 | Stade Toulousain | Rodney Parade |
|                  |         |                  | Rodney Parade |

| 14 dezembro, 2002 |         |                 |                     |
| Stade Toulousain  | 50 - 17 | Edinburgh Rugby | Stade Ernest Wallon |
|                   |         |                 | Stade Ernest Wallon |

| 15 dezembro, 2002 |        |             |                  |
| London Irish      | 42 - 5 | Newport RFC | Madejski Stadium |
|                   |        |             | Madejski Stadium |

Classificação
| Time             | J | V | E | D | T+ | T- | T+/- | P+  | P-  | P+/- | Pts |
| ---------------- | - | - | - | - | -- | -- | ---- | --- | --- | ---- | --- |
| Stade Toulousain | 6 | 5 | 0 | 1 | 29 | 9  | 20   | 241 | 118 | 123  | 10  |
| London Irish     | 6 | 3 | 0 | 3 | 12 | 13 | −1   | 158 | 118 | 40   | 6   |
| Edinburgh Rugby  | 6 | 2 | 0 | 4 | 15 | 19 | −4   | 125 | 188 | −63  | 4   |
| Newport RFC      | 6 | 2 | 0 | 4 | 11 | 26 | −15  | 117 | 217 | −100 | 4   |

### Grupo 6
| 12 outubro, 2002 |         |                    |                   |
| Cardiff RFC      | 15 - 26 | Biarritz Olympique | Cardiff Arms Park |
|                  |         |                    | Cardiff Arms Park |

| 13 outubro, 2002   |        |              |                    |
| Northampton Saints | 32 - 9 | Ulster Rugby | Franklin's Gardens |
|                    |        |              | Franklin's Gardens |

| 18 outubro, 2002 |        |             |           |
| Ulster Rugby     | 25 - 6 | Cardiff RFC | Ravenhill |
|                  |        |             | Ravenhill |

| 19 outubro, 2002   |         |                    |                          |
| Biarritz Olympique | 23 - 20 | Northampton Saints | Parc des Sports Aguilera |
|                    |         |                    | Parc des Sports Aguilera |

| 6 dezembro, 2002 |        |                    |           |
| Ulster Rugby     | 13 - 6 | Biarritz Olympique | Ravenhill |
|                  |        |                    | Ravenhill |

| 7 dezembro, 2002   |         |             |                    |
| Northampton Saints | 25 - 11 | Cardiff RFC | Franklin's Gardens |
|                    |         |             | Franklin's Gardens |

| 14 dezembro, 2002  |         |              |                          |
| Biarritz Olympique | 25 - 20 | Ulster Rugby | Parc des Sports Aguilera |
|                    |         |              | Parc des Sports Aguilera |

| 15 dezembro, 2002 |        |                    |                   |
| Cardiff RFC       | 0 - 31 | Northampton Saints | Cardiff Arms Park |
|                   |        |                    | Cardiff Arms Park |

| 11 janeiro, 2003 |         |              |                   |
| Cardiff RFC      | 21 - 33 | Ulster Rugby | Cardiff Arms Park |
|                  |         |              | Cardiff Arms Park |

| 11 janeiro, 2003   |         |                    |                    |
| Northampton Saints | 17 - 14 | Biarritz Olympique | Franklin's Gardens |
|                    |         |                    | Franklin's Gardens |

| 17 janeiro, 2003 |         |                    |           |
| Ulster Rugby     | 16 - 13 | Northampton Saints | Ravenhill |
|                  |         |                    | Ravenhill |

| 18 janeiro, 2003   |         |             |                          |
| Biarritz Olympique | 75 - 25 | Cardiff RFC | Parc des Sports Aguilera |
|                    |         |             | Parc des Sports Aguilera |

Classificação
| Time               | J | V | E | D | T+ | T- | T+/- | P+  | P-  | P+/- | Pts |
| ------------------ | - | - | - | - | -- | -- | ---- | --- | --- | ---- | --- |
| Northampton Saints | 6 | 4 | 0 | 2 | 21 | 10 | 11   | 172 | 110 | 62   | 8   |
| Biarritz Olympique | 6 | 4 | 0 | 2 | 14 | 5  | 9    | 138 | 73  | 65   | 8   |
| Ulster Rugby       | 6 | 4 | 0 | 2 | 8  | 8  | 0    | 116 | 106 | 10   | 8   |
| Cardiff RFC        | 6 | 0 | 0 | 6 | 6  | 26 | −20  | 78  | 215 | −137 | 0   |

### Atribuição de lugares
| Vaga | Vencedores         | Pts | TF | +/−  |
| ---- | ------------------ | --- | -- | ---- |
| 1    | Leinster Rugby     | 12  | 22 | +95  |
| 2    | Leicester Tigers   | 11  | 31 | +161 |
| 3    | Stade Toulousain   | 10  | 29 | +123 |
| 4    | Llanelli Scarlets  | 10  | 22 | +71  |
| 5    | Perpignan          | 8   | 31 | +101 |
| 6    | Northampton Saints | 8   | 21 | +62  |
| Vaga | Segundos           | Pts | TF | +/−  |
| 7    | Munster Rugby      | 8   | 27 | +99  |
| 8    | Biarritz Olympique | 8   | 14 | +65  |
| -    | Bourgoin           | 8   | 21 | +48  |
| -    | Bristol Rugby      | 6   | 15 | +5   |
| -    | London Irish       | 6   | 12 | +40  |
| -    | Neath RFC          | 5   | 18 | +12  |

## Segunda fase
|  | Quartas de final   | Quartas de final |                        |    | Semifinais | Semifinais |  |  | Final | Final |
|  |                    |                  |                        |    |            |            |  |  |       |       |
|  | Lansdowne Road     |                  |                        |    |            |            |  |  |       |       |
|  |                    |                  |                        |    |            |            |  |  |       |       |
|  | Leinster           | 18               |                        |    |            |            |  |  |       |       |
|  | Leinster           | 18               | Lansdowne Road         |    |            |            |  |  |       |       |
|  | Biarritz Olympique | 13               |                        |    |            |            |  |  |       |       |
|  | Biarritz Olympique | 13               | Leinster               | 14 |            |            |  |  |       |       |
|  | Llanelli           |                  | Leinster               | 14 |            |            |  |  |       |       |
|  |                    | Perpignan        | 21                     |    |            |            |  |  |       |       |
|  | Llanelli           | Perpignan        | 21                     | 19 |            |            |  |  |       |       |
|  | Llanelli           |                  | Lansdowne Road, Dublin | 19 |            |            |  |  |       |       |
|  | Perpignan          | 26               |                        |    |            |            |  |  |       |       |
|  | Perpignan          | 26               | Perpignan              | 17 |            |            |  |  |       |       |
|  | Toulouse           |                  | Perpignan              | 17 |            |            |  |  |       |       |
|  |                    | Toulouse         | 22                     |    |            |            |  |  |       |       |
|  | Toulouse           | Toulouse         | 22                     | 32 |            |            |  |  |       |       |
|  | Toulouse           | Toulouse         |                        | 32 |            |            |  |  |       |       |
|  | Northampton Saints | 16               |                        |    |            |            |  |  |       |       |
|  | Northampton Saints | 16               | Toulouse               | 13 |            |            |  |  |       |       |
|  | Leicester          |                  | Toulouse               | 13 |            |            |  |  |       |       |
|  |                    | Munster          | 12                     |    |            |            |  |  |       |       |
|  | Leicester Tigers   | Munster          | 12                     | 7  |            |            |  |  |       |       |
|  | Leicester Tigers   |                  |                        | 7  |            |            |  |  |       |       |
|  | Munster            | 20               |                        |    |            |            |  |  |       |       |
|  | Munster            | 20               |                        |    |            |            |  |  |       |       |

### Quartas-de-final
| 12 abril, 2003   |         |                    |                           |
| Stade Toulousain | 32 - 16 | Northampton Saints | Stade Municipal, Toulouse |
|                  |         |                    | Stade Municipal, Toulouse |

| 12 abril, 2003 |         |                    |                |
| Leinster Rugby | 18 - 13 | Biarritz Olympique | Lansdowne Road |
|                |         |                    | Lansdowne Road |

| 13 abril, 2003   |        |               |              |
| Leicester Tigers | 7 - 20 | Munster Rugby | Welford Road |
|                  |        |               | Welford Road |

| 16 abril, 2003    |         |           |              |
| Llanelli Scarlets | 19 - 26 | Perpignan | Stradey Park |
|                   |         |           | Stradey Park |

### Semi-finais
| 26 abril, 2003   |         |               |                           |
| Stade Toulousain | 13 - 12 | Munster Rugby | Stade Municipal, Toulouse |
|                  |         |               | Stade Municipal, Toulouse |

| 27 abril, 2003 |         |           |                |
| Leinster Rugby | 14 - 21 | Perpignan | Lansdowne Road |
|                |         |           | Lansdowne Road |

## Final
| 24 maio, 2003                                                                               |         |                                                                      |                                                                                     |
| Stade Toulousain                                                                            | 22 - 17 | Perpignan                                                            | Lansdowne Road, Dublin Público: 28,600 Árbitro: Chris White 12' Tony Spreadbury 12' |
| Try: Vincent Clerc 33' c Con: Yann Delaigue Pen: Yann Delaigue (5) 3', 18', 27', 40', 80+1' |         | Try: Pascal Bomati 80+4' m Pen: Manny Edmonds (4) 44', 51', 57', 70' | Lansdowne Road, Dublin Público: 28,600 Árbitro: Chris White 12' Tony Spreadbury 12' |

## Campeão
| Copa Heineken 2002-03                 |
| ------------------------------------- |
| Stade Toulousain Toulouse (2º título) |